# Lysandra albofimbriata
Lysandra albofimbriata är en fjärilsart som beskrevs av Klaus Gilmer 1905. Lysandra albofimbriata ingår i släktet Lysandra och familjen juvelvingar. Inga underarter finns listade i Catalogue of Life.